# 馬雲·麥迪比
馬雲·约布·麥迪比（英語：Marvin Job Matip；1985年9月25日—），德國出生的喀麥隆職業足球員，司職中場，現時效力德國乙組球會因戈尔施塔特。